# Cysticapnos grandiflora
Cysticapnos grandiflora är en vallmoväxtart som beskrevs av Ernst Meyer och Johann Jakob Bernhardi. Cysticapnos grandiflora ingår i släktet Cysticapnos och familjen vallmoväxter. Inga underarter finns listade i Catalogue of Life.